# Carl Loewe

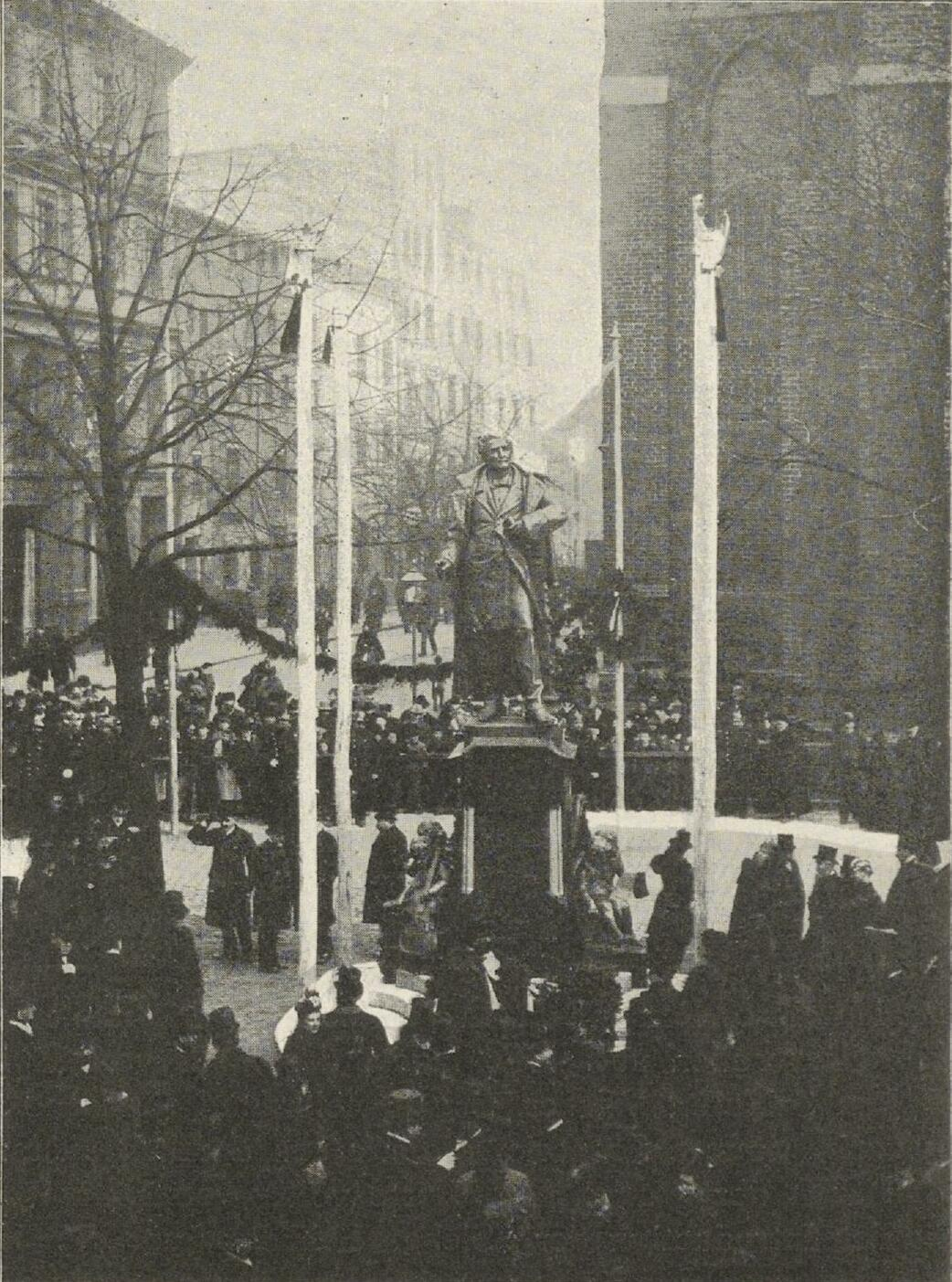
Pomnik Carla Loewego

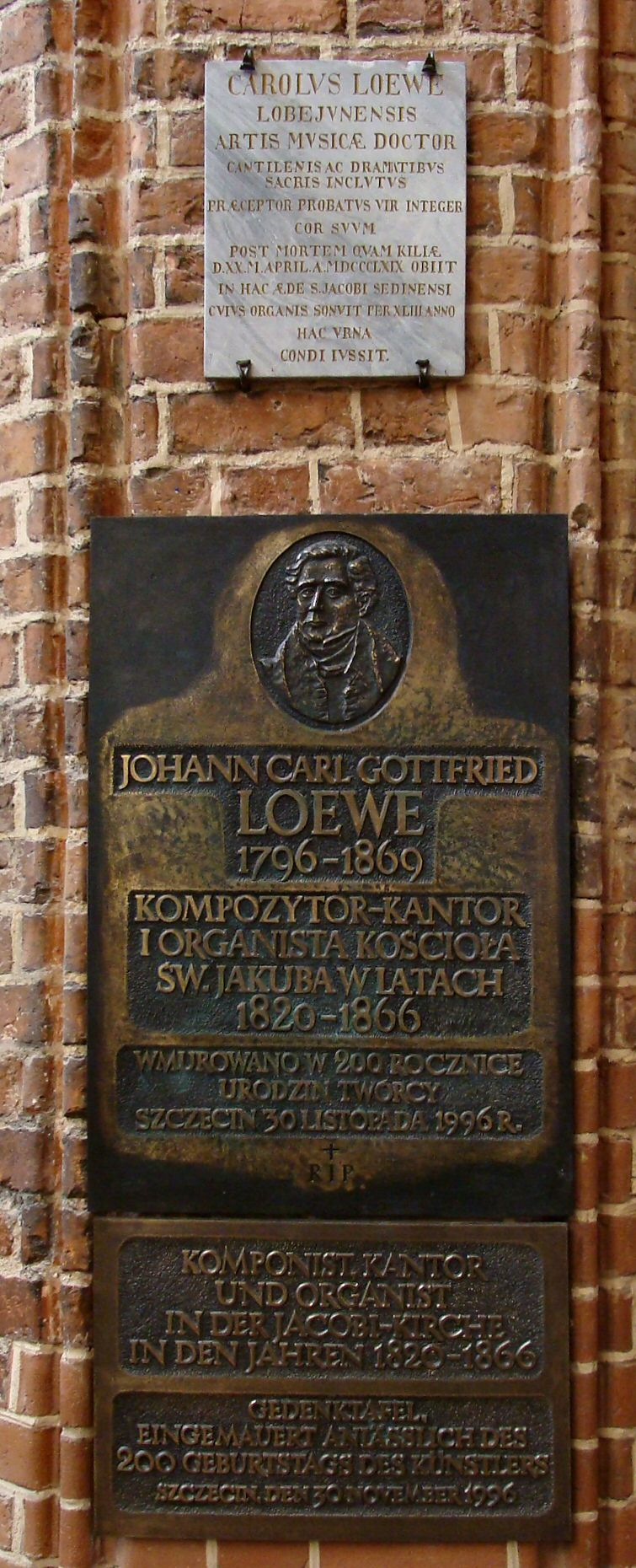
Tablice poświęcone Carlowi Loewemu w szczecińskiej katedrze.

Johann Carl Gottfried Loewe (Löwe), najczęściej Karl lub Carl Loewe (ur. 30 listopada 1796 w Löbejün, zm. 20 kwietnia 1869 w Kilonii) – niemiecki kompozytor, dyrygent, śpiewak (baryton), organista i wolnomularz. Przez współczesnych zwany „Schubertem północnych Niemiec”.

## Młodość
Urodził się w Löbejün koło Halle jako dwunaste dziecko w rodzinie nauczyciela. Pierwsze lekcje muzyki odebrał od ojca. Był członkiem chóru w Köthen (Anhalt), a później w Halle, gdzie uczęszczał do szkoły. Podczas nauki został dostrzeżony przez króla Westfalii, który wspomagał finansowo jego dalszą edukację muzyczną oraz studia teologiczne na Uniwersytecie w Halle.

## Dorosłe życie
W 1820 Loewe przeniósł się do Szczecina, gdzie pracował jako organista w kościele św. Jakuba i miejski dyrektor muzyczny. Kształtował życie kulturalne miasta. Organizował koncerty symfoniczne, na które zapraszał najpopularniejszych kompozytorów pruskich. Sam też koncertował. Doprowadził do wykonania wielu wybitnych dzieł – m.in. Pasji według św. Mateusza i Pasji według św. Jana Jana Sebastiana Bacha. W 1827 roku poprowadził szczecińskie prawykonanie IX Symfonii Ludwiga van Beethovena oraz światowe prawykonanie dzieła Felixa Mendelssohna-Bartholdy’ego – uwertury koncertowej do Snu nocy letniej Williama Szekspira. Utwory angielskiego dramaturga sam tłumaczył, podobnie jak dzieła George’a Byrona.
Pisał muzykę do wierszy poetów romantycznych, dając początek nowemu gatunkowi solowej ballady romantycznej. Skomponował muzykę do utworów Adama Mickiewicza w przekładzie Carla von Blankensee. Opublikowany w 1835 tom tych kompozycji pt. Die polnischen Balladen zawierał m.in. ballady:
- Der junge Herr und das Mädchen (Panicz i dziewczyna)
- Der Woywode (Czaty)
- Die drei Budrisse (Trzech Budrysów)
- Das Switesmädchen (Świtezianka)
- Die Schlüsselblume (Pierwiosnek)
- Frau Twardowska (Pani Twardowska)
- Wilia und das Mädchen (Wilija, naszych strumieni rodzica z Konrada Wallenroda)[5].

W jego dorobku znajduje się też muzyczna wersja ballady Johanna Wolfganga Goethego Król Olch (oryg. Erlkönig), dorównująca jakością znacznie popularniejszej kompozycji Franza Schuberta.
Choć współczesnym znany był głównie z ballad, Carl Loewe tworzył też inne formy: oratoria, opery i liczne kompozycje instrumentalne. Tylko jedna opera doczekała się wystawienia: Die drei Wünsche, dzieło pokazane w 1834 w Berlinie, przeszło jednak bez echa.
Po osiągnięciu znacznej popularności w latach 40. i 50. XIX wieku, jako śpiewak udał się na tournée po Europie. Występował m.in. we Francji, Wielkiej Brytanii, Norwegii i Szwecji. Po powrocie do Szczecina, w roku 1864 doznał wylewu krwi do mózgu. W 1866 został zwolniony ze wszystkich stanowisk i przeniesiony na emeryturę. W 1866 wyjechał do Kilonii, gdzie zmarł w 1869 roku. Tam też został pochowany.

## W salonie artystycznym Sophie Auguste Tilebein
We wrześniu 1822 Carl Loewe został wprowadzony do salonu szczecińskiej patrycjuszki Sophie Tilebein i przez 32 lata uczestniczył aktywnie w życiu artystycznym tegoż salonu. Był to wówczas czołowy szczeciński salon artystyczny. W specjalnie do tych celów przysposobionym klasycystycznym pałacyku położonym w wówczas podszczecińskiej miejscowości Züllchow (obecnie Żelechowa dzielnica Szczecina) odbywały się spotkania zaproszonych artystów, uczonych, przedstawicieli szlachty, junkierstwa, kupiectwa. Gościem salonu był w roku 1820 sam król Fryderyk Wilhelm III, rok później pojawił się tam książę Albrecht, a w 1822 następca tronu Friedrich Wilhelm. Bywał tam hrabia von Fleming, właściciel jednych z największych dóbr ziemskich na Pomorzu Zachodnim, a także pisarz i pedagog Ludwig Giesebrecht. Do bywalców salonu należał też Walther von Goethe, wnuk Johanna Wolfganga Goethego. Znajomość Loewego z rodziną Goethego zaczęła się w roku 1826, kiedy to synowa słynnego pisarza, razem z rodziną przebywała w pałacyku w Żelechowej. Loewe został później nauczycielem muzyki Walthera von Goethe.
W salonie Sophie Tilebein organizowane były koncerty, przedstawienia teatralne, dysputy literackie. W tym gronie ważną rolę odgrywał szczeciński kantor i dyrektor muzyczny Carl Loewe, który występował tam jako pianista, skrzypek, członek kameralnych zespołów muzycznych, członek tzw. koła miłośników książek. Przy czym rola Loewego nie ograniczała się jedynie do czytania i dyskutowania o dziełach autorów obcych. Tu właśnie czytał swój Komentarz do drugiej części „Fausta” Goethego, wydany w Berlinie w 1834 roku. Najczęściej jednak występował jako śpiewak, wykonujący pieśni i ballady zarówno własnego autorstwa, jak również utwory innych kompozytorów i poetów, m.in. G.F. Händla, C.M. Webera, W.A. Mozarta, F. Mendelssohna-Bartholdy’ego, L. van Beethovena, księcia Antoniego von Radziwiłła.

## Upamiętnienie
Pomnik Loewego stał do 1945 roku przed szczecińskim kościołem farnym św. Jakuba. Do dziś ocalał tylko neogotycki cokół, na którym stoi obecnie figura Maryi. Na początku marca 2012 podczas remontu szczecińskiej katedry odnaleziono urnę, w której prawdopodobnie spoczywa serce Carla Loewego, do 1945 zamurowane we wnętrzu świątyni przy dawnych organach. Współcześnie o związkach kompozytora ze stolicą Pomorza Zachodniego przypomina m.in. dwujęzyczna tablica pamiątkowa umieszczona w katedrze.

## Twórczość

### Ballady
Carl Loewe pozostawił po sobie blisko pół tysiąca ballad. Do najważniejszych ballad Loewego zaliczyć należy:
- Archibald Douglas (1858)
- Das Hochzeitslied
- Der Wirtin Töchterlein (słowa Ludwig Uhland)
- Der Zauberlehrling (słowa Johann Wolfgang von Goethe)
- Die Glocken zu Speyer
- Die Uhr (słowa Johann Gabriel Seidl)
- Die wandelnde Glocke
- Edward (słowa Johann Gottfried Herder)
- Król Elfów (słowa Johann Gottfried Herder)
- Heinrich der Vogler (1836) – ballada o Henryku Ptaszniku
- Herr Oluf
- Tom der Reimer (1867)

### Inne utwory
- 5 oper
- 17 oratoriów
- 2 symfonie
- dwa koncerty fortepianowe
- 4 kantaty
- 3 motety
- 5 psalmów[11]
- trzy kwartety smyczkowe
- sonaty fortepianowe